# ラストマン・スタンディング
『ラストマン・スタンディング』（原題: Last Man Standing）は、1996年にアメリカ合衆国で公開されたアクション映画。黒澤明の『用心棒』をギャング映画に翻案した作品。

## ストーリー
1932年、アメリカ合衆国の小さな町ジェリコでは、アイルランド系ドイルとイタリア系ストロッジの二つのギャングが町の支配権を巡って睨み合いを続けていた。そこにメキシコへ向けて逃亡の旅を続ける一人の男が現れ、バーの店長ジョーから町の抗争の話を聞く。男は双方からうまく金をせしめようと考える。
男は手始めに自分に絡んできたドイルの手下フィンを射殺し、敵対するストロッジに二丁拳銃の腕を売り込む。男は「ジョン・スミス」と名乗ってストロッジの一味となり、ストロッジから得た大金を手に売春宿に向かう。売春婦とのセックスの最中に、ジョンは何者かに襲撃されるが、その場で返り討ちにする。ジョンは売春婦に誰の仕業かを問いただし、ドイルの手下が自分を襲撃したことを知る。その後、ギャングたちに買収されている保安官エドによって、ジョンに情報を漏らした売春婦が逮捕される。売春婦に同情したジョンは、エドに賄賂を渡して彼女を町から脱出させる。
ジョンはストロッジの従弟ジョルジオと共にメキシコとの国境に向かい、ドイルの密造酒輸送を妨害し、ドイルの手下から酒とトラックを強奪する。町に戻ったジョンはエドを通じてドイルに「密造酒を奪ったのはストロッジだ」と伝えさせる。シカゴから戻ったドイルはジョンに寝返るよう勧誘するが、ジョンは返事を保留した後、ストロッジに用心棒を辞めると言う。ストロッジとジョルジオはジョンを行かせまいとするが、ジョンの銃の腕前にはかなうはずもない。
誰の手下でもなくなったジョンは、ジョルジオに「ドイルが命を狙っている」という情報を流す。密造酒輸送妨害への報復を恐れたジョルジオはメキシコに雲隠れするが、ドイルの右腕であるヒッキーに見付かる。ヒッキーはその場にいたメキシコ軍のラミレス指揮官とアメリカ人警官を射殺し、ジョルジオを人質として捕える。
一連の騒動を聞いた騎兵隊のピケット隊長がジョンの元を訪れ、「一つの町にギャングは一つで十分だ。次に町に来た時に二つのギャングが残っていれば、すべてを一掃する。その時までに町を去れ」と警告する。その後、ドイルとストロッジは盗んだ金とジョルジオの身柄の交換を行うことになるが、双方とも土壇場で約束を反故にしようとする。ストロッジがドイルの愛人フェリーナを人質として隠していたため、フェリーナに執着するドイルはジョルジオとフェリーナの交換を苦々しげに受け入れる。
ジョーの店で酒を飲んでいたジョンの元に、ストロッジの愛人であるルーシーがやってくる。ルーシーはジョンに、ストロッジが荒れていることを教える。ルーシーがストロッジから暴力を受けていることを知ったジョンは、エドを使って彼女を町から逃がした後、ドイルの用心棒を引き受けてフェリーナの護衛を申し出る。フェリーナがかつての夫の借金のために差し出されたことを聞かされたジョンは、ドイルの用意した護衛を全員射殺し、フェリーナを子どもがいるメキシコに逃がす。しかし、フェリーナを逃がしたことがヒッキーに見破られ、ジョンはドイルの手下によって拷問を受け、重傷を負う。手下を射殺して脱走したジョンはジョーのもとに匿われる。ジョンに味方することにしたエドは、ドイルに「ジョンはストロッジに匿われている」と伝える。ドイルはストロッジのいるホテルを焼き討ちし、ストロッジの一味を皆殺しにする。
ジョンはジョーによって廃墟となった教会に匿われる。しかしジョーが食料と薬を届けに教会へ向かおうとしたところをドイルの手下に見付かり、今度はジョーが拷問を受ける。エドから話を聞いたジョンはドイルのホテルへと向かい、ドイルの手下たちを射殺してジョーを助け出す。ジョンとジョーはフェリーナを探しにメキシコに行ったドイルとヒッキーが戻ってくるのを待ち構える。ドイルは町の支配者になった自分の手下になるようジョンに持ちかけるがジョーに射殺され、ヒッキーはジョンに射殺される。ジョンはジョーに別れを告げて、ギャングのいなくなった町から去っていく。

## キャスト
| 役名                       | 俳優                           | 日本語吹替               | 日本語吹替   |
| 役名                       | 俳優                           | ソフト版                 | テレビ朝日版 |
| -------------------------- | ------------------------------ | ------------------------ | ------------ |
| ジョン・スミス             | ブルース・ウィリス             | 安原義人                 | 野沢那智     |
| エド・ガルト保安官         | ブルース・ダーン               | 塚田正昭                 | 山野史人     |
| ジョー・マンデー           | ウィリアム・サンダーソン       | 荒川太郎                 | 西村知道     |
| ヒッキー                   | クリストファー・ウォーケン     | 有本欽隆                 | 立木文彦     |
| ドイル                     | デヴィッド・パトリック・ケリー | 大滝進矢                 | 江原正士     |
| フェリーナ                 | カリーナ・ロンバード           | 山田美穂                 | 山像かおり   |
| フレッド・ストロッジ       | ネッド・アイゼンバーグ         | 水野龍司                 | 牛山茂       |
| ルーシー・コリンスキー     | アレクサンドラ・パワーズ       | 小林優子                 | 田中敦子     |
| ジョルジオ・カルモンテ     | マイケル・インペリオリ         | 落合弘治                 | 佐久田修     |
| トム・ピケット隊長         | ケン・ジェンキンス             | 城山堅                   | 小林勝彦     |
| ジャック・マックール       | R・D・コール                   | 渡部猛                   | 辻親八       |
| 保安官補ボブ               | テッド・マークランド           | 台詞なし                 | 台詞なし     |
| ワンダ                     | レスリー・マン                 | 丸山真奈実               | 榎本智恵子   |
| フィン                     | パトリック・キルパトリック     | 神谷和夫                 | 谷口節       |
| ラミレス指揮官             | ルイス・コントレラス           | 原語流用                 | 原語流用     |
| ガソリンスタンド店員       | レイノール・シェイン           | 高瀬右光                 | 千田光男     |
| ジャッコ・ザ・ジャイアント | タイニー・ロン                 | 中田和宏                 | 郷里大輔     |
| ドッカー                   | マイケル・ストラッサー         |                          | 星野充昭     |
| バーク                     | マット・オトゥール             |                          | 小形満       |
| 護衛の運転手               | アラン・グラフ                 |                          | 稲葉実       |
| その他                     |                                | 石井隆夫 後藤敦 伊藤栄次 |              |

- ソフト版 - 東宝ビデオ・ギャガ・コミュニケーションズから発売されたVHS・旧盤DVDに収録。

後にワーナー・ブラザースから発売された新盤DVD・BDには未収録。
- テレビ朝日版 - 初回放送1998年11月15日 『日曜洋画劇場』 21:30-23:22

淀川長治が解説した最後の映画でもあり（収録翌日の11月11日に死去）、本編の前に追悼番組が放送された。

## スタッフ
- 監督 - ウォルター・ヒル
- 製作 - ウォルター・ヒル、アーサー・サーキシアン
- 脚本 - ウォルター・ヒル
- 撮影 - ロイド・エイハーン
- 音楽 - ライ・クーダー

### 日本語吹替版
| -              | ソフト版     | テレビ朝日版 |
| -------------- | ------------ | ------------ |
| 演出           | 春日一伸     | 伊達康将     |
| 翻訳           | 税田春介     | 武満真樹     |
| 調整           |              | 荒井孝       |
| 効果           |              | リレーション |
| 制作           | ACクリエイト | 東北新社     |
| 解説           |              | 淀川長治     |
| プロデューサー |              | 圓井一夫     |